# Lewis Nkosi
Pour les articles homonymes, voir Nkosi.
Lewis Nkosi, né à Durban le 5 décembre 1936 et mort à Johannesbourg le 5 septembre 2010, est un écrivain sud-africain.

## Biographie
Né dans une famille zoulou, il étudie au M. L. Sultan Technical College de Durban et travaille en tant que journaliste pour des publications comme Ilanga lase Natal ou Drum.
Ses critiques sur l'apartheid l'obligent à s'exiler. Il quitte l'Afrique du Sud en 1961 lorsqu'il reçoit une bourse d'études à Harvard. Par la suite, il enseigne la littérature dans plusieurs universités aux États-Unis, au Royaume-Uni, en Pologne ou en Zambie. Il ne rentre en Afrique du Sud qu'en 1991.

## Œuvre
- (en) The Rhythm of Violence, 1964, théâtre
- (en) Home and Exile, Longman, 1965, essai
- (en) Home and exile and other selections, Longman, 1983, essai
- Le Sable des blancs, Balland, 1986 ((en) Mating Birds, Constable, 1986  (ISBN 0-09-467240-7)), roman, trad. Anne LaflaquièrePrix MacMillan International Pen 1986
- (en) The Transplanted Heart : Essays on South Africa, 1975, essai
- (en) Tasks and Masks: Themes and Styles of African Literature, Longman, 1981, essai
- (en) The Black Psychiatrist, 2001, théâtre
- (en) Underground People, Kwela Books, 2002, roman
- Mandela et moi, Actes Sud, 2010 ((en) Mandela's Ego, Struik, 2006  (ISBN 1-4152-0007-6)), roman, trad. Charlotte Woillez  (ISBN 978-2-7427-9091-3)